# Vrbová nad Váhom
Vrbová nad Váhom (węg. Vágfüzes) – wieś i gmina (obec) w powiecie Komárno w kraju nitrzańskim na Nizinie Naddunajskiej na Słowacji.